# Mirella Freniová
Mirella Freniová (nepřechýleně Mirella Freni, též pod pseudonymem Fregni, 27. února 1935, Modena – 9. února 2020, tamtéž) byla italská sopranistka, činná od konce 50. let 20. století do počátku 2. tisíciletí.

## Život
Narodila se jako „zázračné dítě“ a hudba ji provázela v rámci rodiny již od dětství, kdy dětským hlasem zpívala árie ze známých oper. Noty ji naučil její strýc. Jako desetiletá se zúčastnila konkurzu televize RAI s árií Un bel dì vedremo z Pucciniho Madam Butterfly. Poté, co ji na soukromém koncertě Římě slyšel zpívat Beniamino Gigli, doporučil jí, aby se systematicky věnovala studiu zpěvu.
Prvních dvacet pět let její kariéry byl jejím učitelem barytonista Gigi Bertazzoni, za klavírního doprovodu maestra Leona Magiery.
Po několika letech studií, debutovala s velkým úspěchem 3. února 1955 v Městském divadle v Modeně jako Micaela v Bizetově Carmen. Záhy po skvělém debutu však Freniová přerušila kariéru po sňatku dirigentem Magierou a narození dcery Micaely. Na scénu se vrátila po třech letech při příležitosti „Mezinárodní soutěže Giovanniho Battisty Viottiho“ ve Vercelli. Dále následovaly role Mimì v Teatro Regio di Torino a debuty na operním festivalu v Glyndebourne v Mozartových rolích Zuzanky a Zerliny a v roce 1961 Covent Garden v roli Nannetty ve Verdiho Falstaffovi.